# Langley (Virgínia)
Langley és una àrea no incorporada, situada a una concentració de població designada pel cens de McLean, al comtat de Fairfax, Virgínia, Estats Units.